# تشارلز غافان دوفي (صحفي)
كان السير تشارلز غافان دافّي، الحائز على وسام القديس ميخائيل والقديس جرجس، وعضو المجلس الخاص للمملكة المتحدة (12 أبريل 1816-9 فبراير 1903) شاعرًا وصحفيًا أيرلنديًا (محررًا في صحيفة ذا نيشن القومية الأيرلندية)، ومناصرًا لحركة أيرلندا الحديثة وناشطًا في مجال حقوق المستأجرين. هاجر دافّي إلى أستراليا في عام 1856، ودخل المجال السياسي في ولاية فيكتوريا على أساس برنامج الإصلاح الزراعي، وشغل منصب رئيس الوزراء الثامن للمستعمرة في عامي 1871-1872.

## أيرلندا

### البدايات والحياة المهنية
وُلِد دافّي في شارع 10 دبلن ستريت في موناغان تاون بمقاطعة موناغان في أيرلندا، وهو ابن صاحب متجر كاثوليكي. تلقى تعليمه في بلفاست في كلية سانت ملاخي، وفي القسم الجامعي في المعهد الأكاديمي الملكي في بلفاست حيث درس المنطق والبلاغة والأدب الجميل.
التقى تشارلز هاملتون تيلينغ، وهو من قدامى المحاربين الأيرلنديين الثائرين في عام 1798، بوالدة دافّي في منزلها عندما كان دافّي يبلغ من العمر 18 عامًا، والذي توفي والده عندما كان في العاشرة من عمره. كان تيلينغ يؤسس مجلة في بلفاست، ذا نورثرن هيرالد، وطلب من دافّي مرافقته في جولة دعوات للترويج لها في موناغان. كانت ذكريات تيلينغ لعام 1798 مصدر إلهام لدافّي الذي بدأ بالمساهمة في المجلة.
انتقل دافّي للتحرير في مجلة ذا فينديكاتور في بلفاست، وهي مجلة مناصرة لأوكونل أطلقها توماس أوهاغان (الذي أصبح لاحقًا أول كاثوليكي يصبح سيدًا مستشارًا لأيرلندا منذ عام 1687). بدأ دافّي دراسة القانون في الوقت نفسه في جامعة كينغز إينز في دبلن.
قُبِل دافّي في نقابة المحامين الأيرلندية في عام 1845، ولكنه رسخ نفسه قبل ذلك في الأوساط الأدبية كمحرر لدى صحيفة بالاد بوتري أوف أيرلند، وفي الدوائر السياسية كمحرر لمجلة أسبوعية جديدة في دبلن تُدعى ذا نيشن.

### ذا نيشن
شارك دافّي في تأسيس ذا نيشن مع توماس أوزبورن ديفيس وجون بليك ديلون في عام 1842. عُرِف المساهمون في تضمين البروتستانت ذوي العقلية الوطنية، مثل جاين وايلد، ومارغريت كالان، وجون ميتشل، وجون إدوارد بيغوت، وويليام سميث أوبراين بالإضافة إلى ديفيس. كانوا جميعًا أعضاء أو مؤيدين لجمعية الإلغاء التابعة لدانيال أكونيل، المكرسة لاستعادة برلمان أيرلندي من خلال عكس قوانين الاتحاد لعام 1800.
اعترف دافّي في بداية اتباعه لأوكونل بأنه «كان لديه رغبة شديدة في تشكيل العرق الكلتي والكنيسة الكاثوليكية مرة أخرى». ألزم دافّي نفسه، أثناء عمله في ذا نيشن (التي استحضرت مرارًا وتكرارًا ذكرى الأيرلنديين المتحدين)، في «رعوية» من شأنها أن تحتضن بسهولة «الغريب الموجود داخل أبوابنا» مثل «الأيرلنديين من مئات الأجيال». جعلته هذه النظرة الموسعة والمسكونية لمهام تكوين الرأي في الصحيفة يتعارض مع كهنوتية الحركة الأوسع.

## أستراليا

### الهجرة والعمل السياسي الجديد
بدت قضية المستأجرين الأيرلنديين، وبالتأكيد قضية أيرلندا بشكل عام، لدافّي ميؤوسًا منها أكثر من أي وقت مضى. كان دافّي حينها مكسور الروح وبصحة غير جيدة، ونشر في عام 1855 خطابًا وداعًيًا لدائرته الانتخابية أعلن فيه عزمه على التقاعد من البرلمان، حيث لم يعد من الممكن إنجاز المهمة اللذين صوتوا له من أجلها. كتب إلى جون ديلون أن أيرلندا التي جسد فيها مكيو حب الوطن وكولين الكنيسة، كانت أيرلندا التي لم يعد يستطيع العيش فيها.
هاجر دافّي وعائلته إلى أستراليا في عام 1856. استقر في مستعمرة فيكتوريا المشكلة حديثًا بعد تكريمه في سيدني وملبورن. تبعت مارغريت كالان دافّي إلى ملبورن، وتزوجت ابنتها لاحقًا من جون غافان دافّي، وهو ابن دافّي الأكبر من زواجه الأول.
مارس دافّي القانون في البداية في ملبورن، ولكن سرعان ما قُدِّم استئناف عام لتمكينه من شراء ممتلكات التملك الحر اللازمة للترشح للبرلمان الاستعماري. انتُخِب على الفور لعضوية الجمعية التشريعية لدائرة فيلييه وهايتسبري الانتخابية في المنطقة الغربية في عام 1856. صور رسم كاريكاتوري في مجلة ميلبورن بانش دافّي وهو يدخل البرلمان على أنه رجل أيرلندي من الطبقة الدنيا يحمل عصا فوق المقاعد البرلمانية (بانش، 4 ديسمبر 1856، ص141). مثّل دافّي في وقت لاحق دائرة دالهوزي الانتخابية ثم دائرة شمال جيبسلاند الانتخابية.

### قانون دافّي للأراضي
وقف دافّي على منصة الإصلاح الزراعي. استلم كاثوليكي أيرلندي آخر، جون أوشاناسي، منصب رئيس الوزراء بشكل غير متوقع مع انهيار وزارة هينز التابعة للحكومة الفيكتورية خلال عام 1857. كان دافّي نائبه ومفوض الأشغال العامة، ورئيس مجلس الأراضي والأشغال، ومفوض الأراضي والمساحة في التاج. لم يكن الكاثوليكيون الأيرلنديون الذين خدموا كوزراء في مجلس الوزراء معروفين حتى ذلك الحين في الإمبراطورية البريطانية؛ ولم تكن المؤسسة البروتستانتية في ملبورن مهيأة «لتقبل حداثة مذهلة للغاية».
صدر قانون دافّي للأراضي في عام 1862، وكان مثل قانون نيكلسون لعام 1860 الذي عدله، إذ نص قانون دافّي على عقود إيجار رعوية جديدة وممتدة في مناطق محددة. كانت تلك محاولة لكسر احتكار ملكية الأراضي لما يسمى بفئة «المستقطنين». عُدِّل مشروع القانون ليصبح غير فعال من قبل المجلس التشريعي، إذ كان من السهل على المستقطنين استخدام مستقطنين (أو مشترين) وهميين وبسط سيطرتهم. فشلت محاولات دافّي لتصحيح التشريع، وعلق المؤرخ دون غاردن قائلًا: «لسوء الحظ، كانت أحلام دافّي أعلى من مهاراته العملية كمشرِّع، وأخلاق من يعارضه».
ربطت رسوم ملبورن بانش دافّي وأوشاناسي بصور الثورة الفرنسية في عامي 1858-1859 لتقويض وزارتهما. صورت إحدى صور بانش الشهيرة، صورة «المواطنان جون وتشارلز»، الزوجين على أنهما ثوريان فرنسيان يحملان علم الجمهورية الفيكتورية الذي يضم الجمجمة والعظمين المتقاطعين. هُزمت وزارة أوشاناسي في انتخابات عام 1859 وتشكلت حكومة جديدة.

### رئيس وزراء فيكتوريا
قاد دافّي في عام 1871 معارضة لخطة رئيس الوزراء السير جيمس مكولوتش لفرض ضريبة على الأراضي؛ على أساس أنها تعاقب المزارعين الصغار بشكل غير عادل. أصبح دافّي رئيسًا للوزراء والأمين الأول (منذ يونيو 1871 حتى يونيو 1872)، وذلك عندما هُزمت حكومة مكولوتش في هذه القضية. كانت مالية فيكتوريا في حالة سيئة، فاضطر إلى تقديم مشروع قانون التعريفة الجمركية لتوفير الإيرادات الحكومية، وذلك على الرغم من التزامه بمبادئ التجارة الحرة البريطانية.
كان رئيس الوزراء الأيرلندي الكاثوليكي عديم الشعبية تقريبًا لدى الأغلبية البروتستانتية في المستعمرة، واتُهم دافّي بتفضيل الكاثوليكيين في التعيينات الحكومية، ومن الأمثلة على ذلك تعيين جون كاشيل هوي، الذي خلفه كمحرر في ذا نيشن، في منصب في لندن. هُزمت حكومته في المجلس في يونيو 1872 بناءً على اقتراح ثقة زُعِم أنه مدفوع بالطائفية. خلفه المحافظ جيمس فرانسيس كرئيس للوزراء، واستقال لاحقًا من قيادة الحزب الليبرالي لصالح غراهام بيري.

### رئاسة المجلس والتقاعد
تعين دافّي رئيسًا للجمعية التشريعية، عندما أصبح بيري رئيسًا للوزراء في عام 1877، وهو المنصب الذي شغله بلا حماس حتى تسليمه إلى بيتر لالور، الأخ الأصغر لجيمس فينتان لالور، في عام 1880. استقال بعد ذلك من السياسة، وتقاعد في جنوب فرنسا حيث كتب مذكراته: عصبة الشمال والجنوب، 1850-1854(1886) وحياتي في نصفي الكرة الأرضية (1898).
كان دافّي مؤيدًا متحمسًا لنادي ملبورن الكلتي، خلال وجوده في المنفى في فرنسا، والذي هدف إلى تعزيز الحكم الذاتي الأيرلندي والثقافة الأيرلندية. أصبح أبناؤه أيضًا أعضاء في النادي.
حصل دافّي على لقب فارس في عام 1873 تقديرًا لخدماته لفيكتوريا، ومُنِح وسام القديس ميخائيل والقديس جرجس في عام 1877. تزوج للمرة الثالثة في باريس من لويز هول في عام 1881، وأنجبا أربعة أطفال آخرين.